# 北京中医药大学第三附属医院
北京中医药大学第三附属医院 (英語：Beijing University of Chinese Medicine Third Affiliated Hospital)，创立于1964年10月，是一所集医疗、科研、教学、预防、保健、康复为一体的大型三级甲等中西医结合医院，位于中华人民共和国北京市朝陽區安外小关街51号，编制床位520张，是北京中医药大学直属附属医院。